# Джон Ландстейнер
Джо́н Ландсте́йнер (англ. John Landsteiner) — американський керлінгіст, олімпійський чемпіон, багаторазовий призер чемпіонатів США з керлінгу. Ведуча рука — ліва.
Золоту олімпійську медаль та звання олімпійського чемпіона Ландстейнер виборов на Пхьончханській олімпіаді 2018 року, граючи лідом (першим, заводним) у команді Джона Шустера.

## Життєпис
Джон Ландстейнер познайомився з керлінгом завдяки батьку та діду, що залучали його до гри. Серйозно почав займатися спортом у 2000 році. Протягом 2004–2011 років доволі успішно виступав у молодіжних та університетських змаганнях, брав участь у чемпіонаті світу 2011 серед молоді. В сезоні 2011/12 років Ландстейнер приєднався до команди Джона Шустера, у складі якої двічі поспіль здобував «бронзу» національного чемпіонату.
У лютому 2014 року Джон у складі збірної США боровся за нагороди зимових Олімпійських ігор у Сочі, що стали для нього першими у кар'єрі. З 9 проведених на Іграх матчів американцям вдалося перемогти лише у двох, внаслідок чого вони посіли підсумкове дев'яте місце і до раунду плей-оф не потрапили.
Окрім керлінгу Джон Ландстейнер захоплюється гольфом. Закінчив Університет Міннесоти в Дулуті за напрямком «Будівельна інженерія».

## Виступи на Олімпійських іграх
| Змагання                     | Місто | Місце | % кидків |
| ---------------------------- | ----- | ----- | -------- |
| Зимові Олімпійські ігри 2014 | Сочі  | 9     | 86 %     |